# Leveillula verbasci
Leveillula verbasci är en svampart som först beskrevs av Arthur Louis Arthurovic de Jaczewski, och fick sitt nu gällande namn av Golovin 1956. Leveillula verbasci ingår i släktet Leveillula och familjen Erysiphaceae.   Inga underarter finns listade i Catalogue of Life.